# Botrychium
Botrychium là một chi thực vật thuộc họ Ophioglossaceae.  Chúng có kích thước trung bình với rễ thịt và sinh sản bằng bào tử. Một phần của lá được vô trùng ở dạng dương xỉ và phần còn lại màu mỡ với sporangium.

## Phân loại học
Chi này được mô tả bởi Olof Swartz và được xuất bản trong Journal für die Botanik 1800(2): 8, 110. 1800[1801]. Loài điển hình là: Botrychium lunaria

## Loài chọn lọc
- Botrychium acuminatum
- Botrychium ascendens
- Botrychium australe
- Botrychium boreale
- Botrychium campestre
- Botrychium crenulatum
- Botrychium hesperium
- Botrychium lanceolatum
- Botrychium lineare
- Botrychium lunaria (L.) Sw. - Lunaria menor[3]
- Botrychium lunarioides
- Botrychium matricariifolium
- Botrychium minganense
- Botrychium montanum
- Botrychium mormo
- Botrychium paradoxum